# Le Transloy
Le Transloy est une commune française située dans le département du Pas-de-Calais en région Hauts-de-France.
La commune fait partie de la communauté de communes du Sud-Artois qui regroupe 64 communes et compte 27 059 habitants en 2021.

## Géographie

### Localisation
Localisée dans le sud-est du département du Pas-de-Calais et limitrophe du département de la Somme, Le Transloy est une commune située, à vol d'oiseau, à 6 km au sud-est de la commune de Bapaume (aire d'attraction) et à 28 km au sud-est de la commune d’Arras (chef-lieu d'arrondissement et préfecture du Pas-de-Calais).
Le territoire de la commune est limitrophe de ceux de six communes, dont deux, Lesbœufs et Sailly-Saillisel, dans le département de la Somme.
Les communes limitrophes sont Villers-au-Flos, Beaulencourt, Morval, Rocquigny, Lesbœufs et Sailly-Saillisel.

### Géologie et relief
La superficie de la commune est de 10,41 km2 ; son altitude varie de 108  à   151 mètres.

### Hydrographie
La commune est située dans le bassin Artois-Picardie. Elle n'est drainée par aucun cours d'eau,.

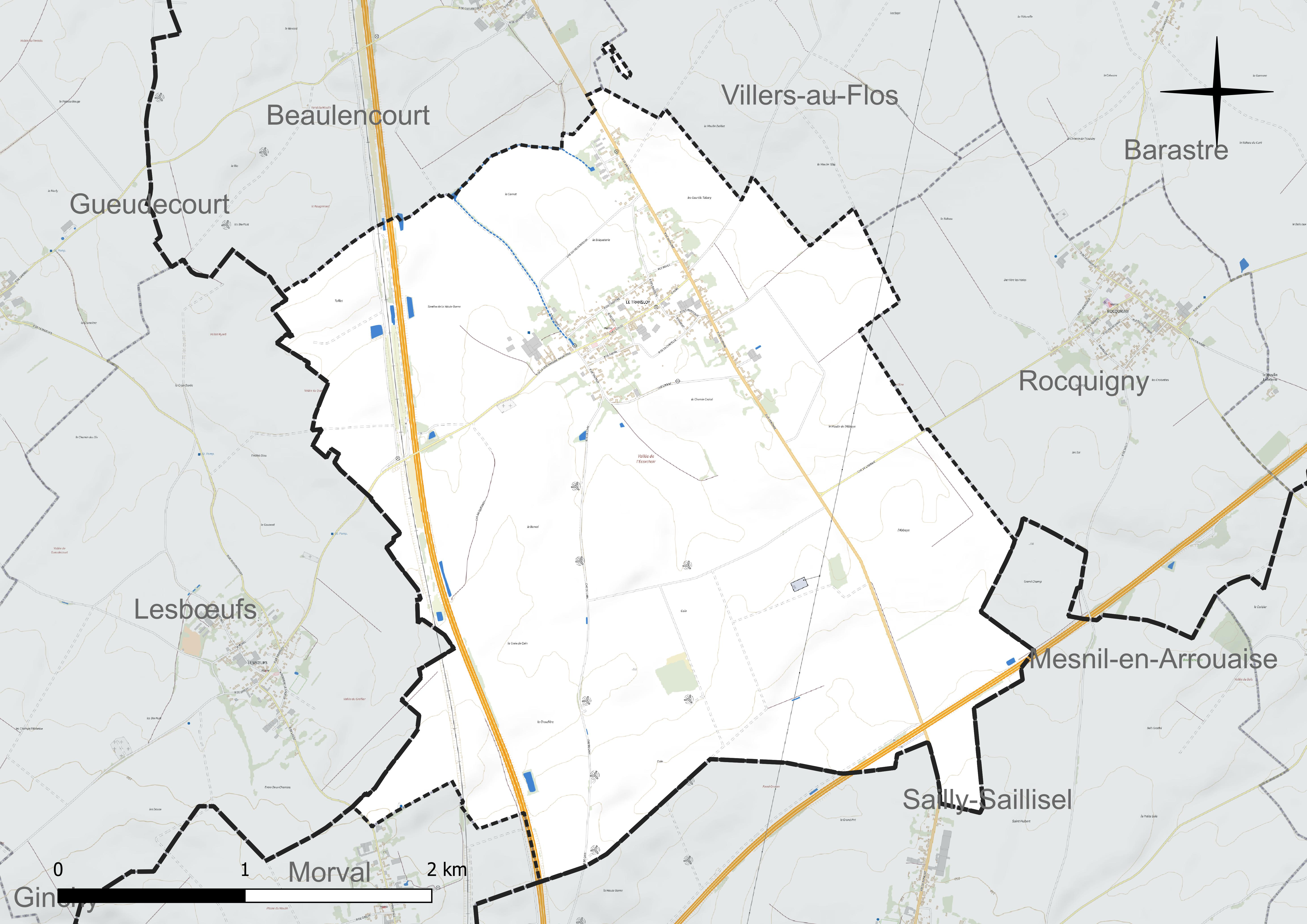
Réseau hydrographique du Transloy.

### Climat
Pour des articles plus généraux, voir Climat des Hauts-de-France et Climat du Pas-de-Calais.
En 2010, le climat de la commune est de type climat océanique dégradé des plaines du Centre et du Nord, selon une étude du CNRS s'appuyant sur une série de données couvrant la période 1971-2000. En 2020, Météo-France publie une typologie des climats de la France métropolitaine dans laquelle la commune est exposée à un climat océanique et est dans la région climatique Nord-est du bassin Parisien, caractérisée par un ensoleillement médiocre, une pluviométrie moyenne régulièrement répartie au cours de l'année et un hiver froid (3 °C).
Pour la période 1971-2000, la température annuelle moyenne est de 10 °C, avec une amplitude thermique annuelle de 14,8 °C. Le cumul annuel moyen de précipitations est de 755 mm, avec 11,7 jours de précipitations en janvier et 9,2 jours en juillet. Pour la période 1991-2020, la température moyenne annuelle observée sur la station météorologique la plus proche, située sur la commune d'Épehy à 18 km à vol d'oiseau, est de 10,6 °C et le cumul annuel moyen de précipitations est de 752,8 mm,. Pour l'avenir, les paramètres climatiques de la commune estimés pour 2050 selon différents scénarios d'émission de gaz à effet de serre sont consultables sur un site dédié publié par Météo-France en novembre 2022.

### Paysages
Pour un article plus général, voir Paysage en France.
La commune est située dans le paysage régional des grands plateaux artésiens et cambrésiens tel que défini dans l'atlas des paysages de la région Nord-Pas-de-Calais, conçu par la direction régionale de l'Environnement, de l'Aménagement et du Logement (DREAL),. 
Ce paysage régional, qui concerne 238 communes, est dominé par les « grandes cultures » de céréales et de betteraves industrielles qui représentent 70 % de la surface agricole utilisée (SAU).

## Urbanisme

### Typologie
Au 1er janvier 2024, Le Transloy est catégorisée commune rurale à habitat dispersé, selon la nouvelle grille communale de densité à sept niveaux définie par l'Insee en 2022.
Elle est située hors unité urbaine. Par ailleurs la commune fait partie de l'aire d'attraction de Bapaume, dont elle est une commune de la couronne,. Cette aire, qui regroupe 21 communes, est catégorisée dans les aires de moins de 50 000 habitants,.

### Occupation des sols
L'occupation des sols de la commune, telle qu'elle ressort de la base de données européenne d'occupation biophysique des sols Corine Land Cover (CLC), est marquée par l'importance des territoires agricoles (90,1 % en 2018), en diminution par rapport à 1990 (95,2 %). La répartition détaillée en 2018 est la suivante : 
terres arables (87,7 %), zones urbanisées (5,9 %), zones industrielles ou commerciales et réseaux de communication (4 %), prairies (2,4 %). L'évolution de l'occupation des sols de la commune et de ses infrastructures peut être observée sur les différentes représentations cartographiques du territoire : la carte de Cassini (XVIIIe siècle), la carte d'état-major (1820-1866) et les cartes ou photos aériennes de l'IGN pour la période actuelle (1950 à aujourd'hui).

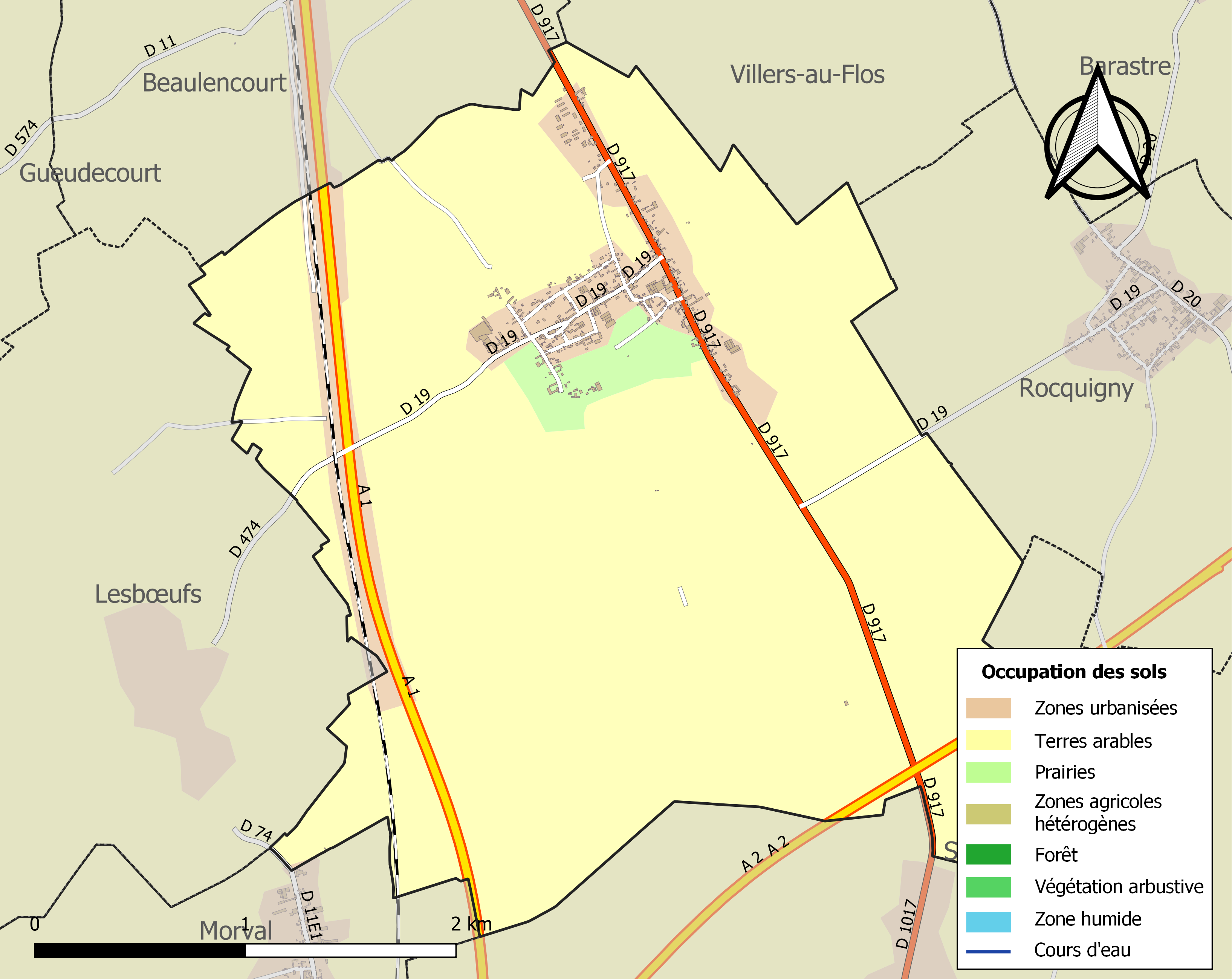
Carte des infrastructures et de l'occupation des sols de la commune en 2018 (CLC).

## Toponymie

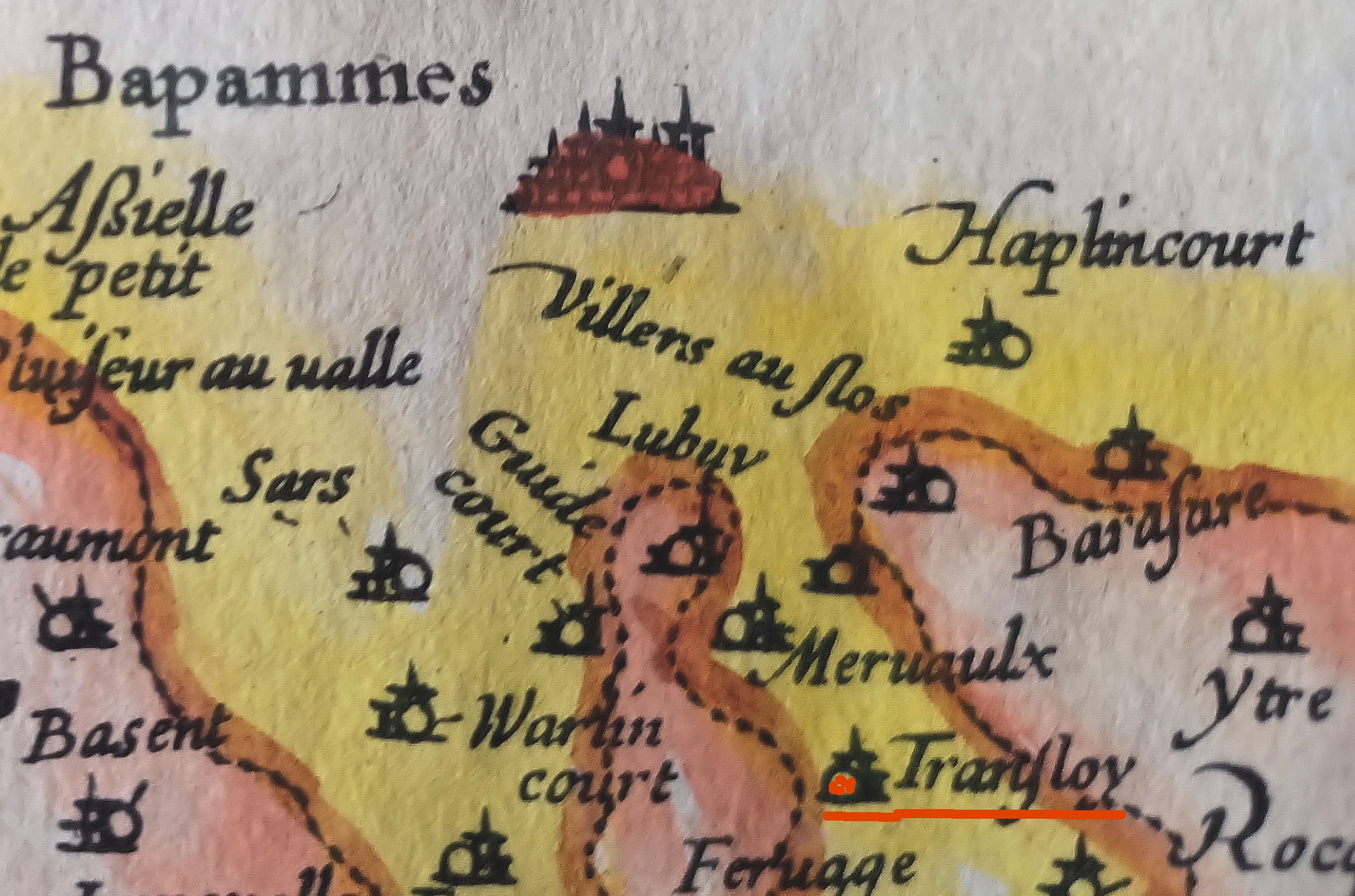
Sur une carte de la Picardie de 1620, Le Transloy se nommait Transloy.

Le nom de la localité est attesté sous les formes Le Tramleele (1024) ; Tranloy (XIIe siècle) ; Transletum (1258) ; Le Trembloi (1284) ; Transloi (1315) ; Tranloy-delez-Babapmes (XIVe siècle) ; Transnoy-lez-Bapalmes (1665) ; Transloy (1720).
Transloy est une variante du terme « tremblaie ».

## Histoire

### Première Guerre mondiale
Pendant la Première Guerre mondiale, Le Transloy est le théâtre de terribles combats contre les Allemands. Le 28 août 1914, un régiment limousin, le 338e régiment d'infanterie, vient d'Arras, par Haplincourt, et engage le combat contre l'ennemi. Le régiment perd en trois heures 19 officiers et 1 120 sous-officiers, caporaux et soldats dans la bataille soit la moitié de ses effectifs.
La commune est décorée de la croix de guerre 1914-1918 par décret du 23 septembre 1920, distinction également attribuée à 276 autres communes du Pas-de-Calais.

## Politique et administration

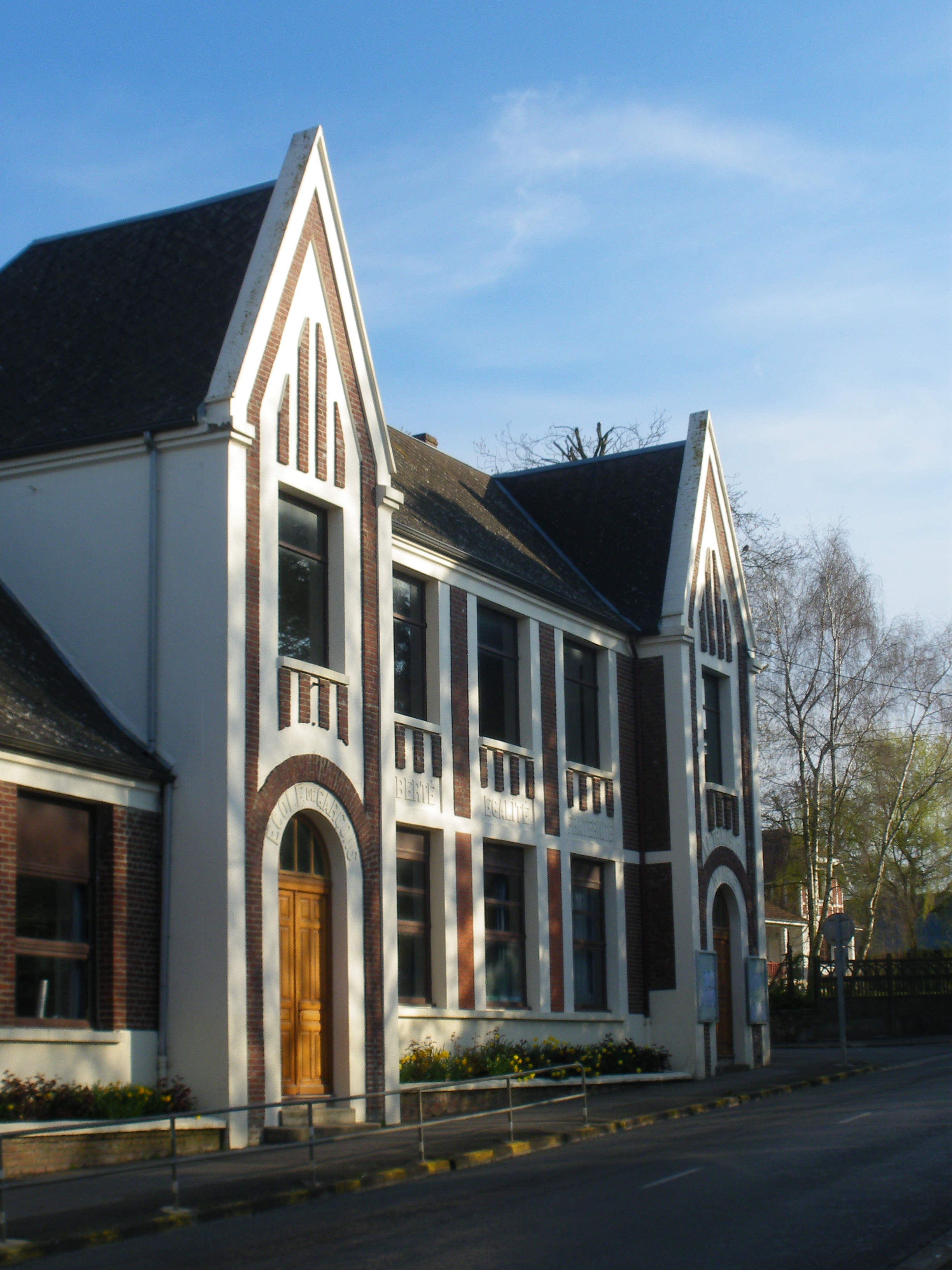
La mairie.

### Découpage territorial
La commune se trouve dans l'arrondissement d'Arras du département du Pas-de-Calais.

#### Commune et intercommunalités
La commune est membre de la communauté de communes du Sud-Artois.

#### Circonscriptions administratives
La commune est rattachée au canton de Bapaume.

#### Circonscriptions électorales
Pour l'élection des députés, la commune fait partie de la première circonscription du Pas-de-Calais.

### Élections municipales et communautaires

#### Liste des maires
| Période                                  | Période                    | Identité            | Étiquette | Qualité                                     |
| ---------------------------------------- | -------------------------- | ------------------- | --------- | ------------------------------------------- |
| Les données manquantes sont à compléter. |                            |                     |           |                                             |
| novembre 1790                            |                            | Jacques Daillet     |           |                                             |
| 1945                                     |                            | Georges Lemaire     |           |                                             |
| Les données manquantes sont à compléter. |                            |                     |           |                                             |
|                                          | 2001                       | Albert Sy           |           |                                             |
| mars 2001                                | 2008                       | François Pouillaude | UMP       | Agriculteur                                 |
| mars 2008                                | 2020                       | Jean-Luc Capon      | SE        | Agriculteur Réélu pour le mandat 2014-2020, |
| 28 mai 2020                              | En cours (au 8 avril 2022) | Daniel Dhouailly    |           | Technicien,                                 |

## Population et société

### Démographie

#### Évolution démographique
L'évolution du nombre d'habitants est connue à travers les recensements de la population effectués dans la commune depuis 1793. Pour les communes de moins de 10 000 habitants, une enquête de recensement portant sur toute la population est réalisée tous les cinq ans, les populations de référence des années intermédiaires étant quant à elles estimées par interpolation ou extrapolation. Pour la commune, le premier recensement exhaustif entrant dans le cadre du nouveau dispositif a été réalisé en 2008.

En 2022, la commune comptait 425 habitants, en évolution de +5,99 % par rapport à 2016 (Pas-de-Calais : −0,72 %, France hors Mayotte : +2,11 %).
| 1793  | 1800  | 1806  | 1821  | 1831  | 1836  | 1841  | 1846  | 1851  |
| ----- | ----- | ----- | ----- | ----- | ----- | ----- | ----- | ----- |
| 1 085 | 1 100 | 1 061 | 1 156 | 1 324 | 1 386 | 1 393 | 1 454 | 1 459 |

| 1856  | 1861  | 1866  | 1872  | 1876  | 1881  | 1886  | 1891  | 1896  |
| ----- | ----- | ----- | ----- | ----- | ----- | ----- | ----- | ----- |
| 1 490 | 1 540 | 1 582 | 1 632 | 1 702 | 1 578 | 1 531 | 1 470 | 1 320 |

| 1901  | 1906  | 1911  | 1921 | 1926 | 1931 | 1936 | 1946 | 1954 |
| ----- | ----- | ----- | ---- | ---- | ---- | ---- | ---- | ---- |
| 1 308 | 1 202 | 1 064 | 377  | 603  | 534  | 520  | 510  | 510  |

| 1962 | 1968 | 1975 | 1982 | 1990 | 1999 | 2006 | 2008 | 2013 |
| ---- | ---- | ---- | ---- | ---- | ---- | ---- | ---- | ---- |
| 473  | 447  | 405  | 399  | 390  | 371  | 417  | 430  | 406  |

| 2018 | 2022 | - | - | - | - | - | - | - |
| ---- | ---- | - | - | - | - | - | - | - |
| 421  | 425  | - | - | - | - | - | - | - |

#### Pyramide des âges
En 2018, le taux de personnes d'un âge inférieur à 30 ans s'élève à 35,7 %, soit en dessous de la moyenne départementale (36,7 %). De même, le taux de personnes d'âge supérieur à 60 ans est de 20,7 % la même année, alors qu'il est de 24,9 % au niveau départemental.
En 2018, la commune comptait 214 hommes pour 207 femmes, soit un taux de 50,83 % d'hommes, largement supérieur au taux départemental (48,50 %).
Les pyramides des âges de la commune et du département s'établissent comme suit.
| Hommes | Classe d’âge | Femmes |
| ------ | ------------ | ------ |
| 0,9    | 90 ou +      | 1,4    |
| 7,5    | 75-89 ans    | 9,2    |
| 12,1   | 60-74 ans    | 10,1   |
| 27,1   | 45-59 ans    | 18,4   |
| 19,6   | 30-44 ans    | 22,2   |
| 12,1   | 15-29 ans    | 20,3   |
| 20,6   | 0-14 ans     | 18,4   |

| Hommes | Classe d’âge | Femmes |
| ------ | ------------ | ------ |
| 0,5    | 90 ou +      | 1,6    |
| 5,6    | 75-89 ans    | 8,9    |
| 16,7   | 60-74 ans    | 18,1   |
| 20,2   | 45-59 ans    | 19,2   |
| 18,9   | 30-44 ans    | 18,1   |
| 18,2   | 15-29 ans    | 16,2   |
| 19,9   | 0-14 ans     | 17,9   |

## Culture locale et patrimoine

### Lieux et monuments
- Monument : tombe commune aux 800 soldats morts pour la France lors de la bataille du Transloy le 28 août 1914.
- L'église Saint-Vaast.
- Le monument aux morts.
- Abbaye Saint-Nicolas d'Arrouaise.

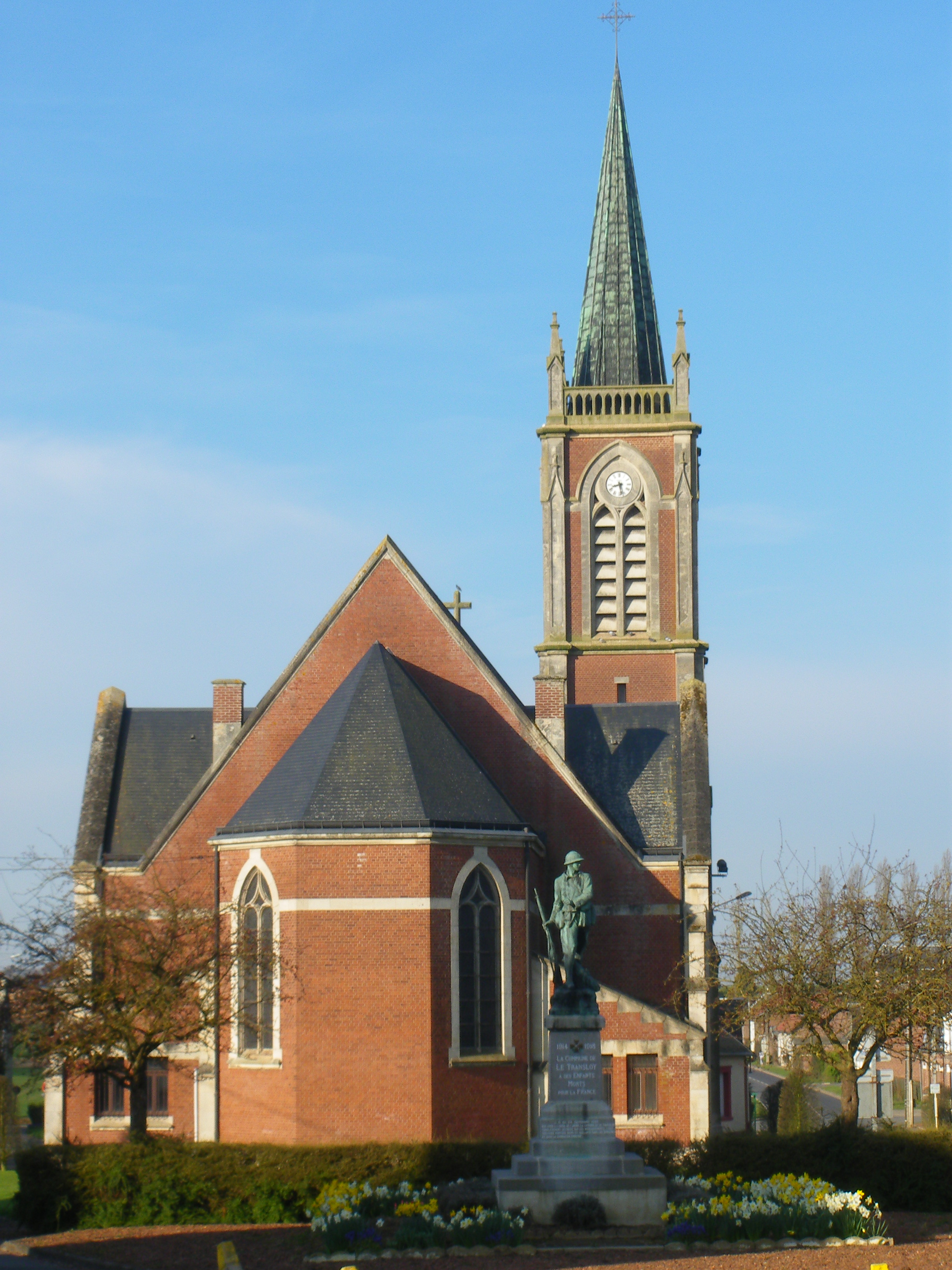
L'église.
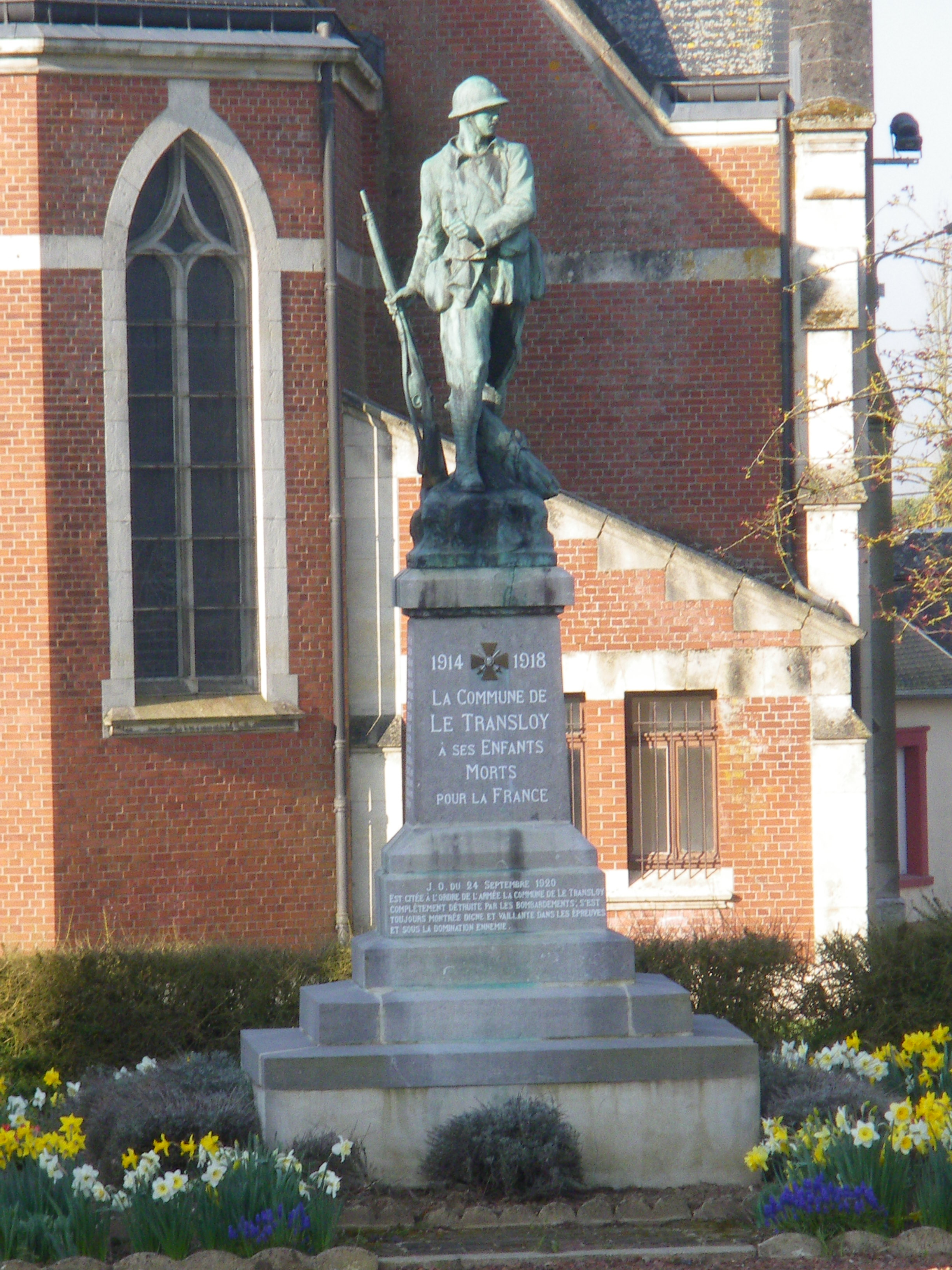
Le monument aux morts.

### Personnalités liées à la commune
- Antoine Charpentier, sculpteur et architecte à Tours, 1615-1677.
- François Watel, lazariste, 5e supérieur de la congrégation de Saint-Vincent-de-Paul, 1651-1710.

### Héraldique
| Armes de Le Transloy | Les armes de Le Transloy se blasonnent ainsi : tiercé en fasce au 1) de gueules au lion léopardé d'or, au 2) d'or plain au 3) d'azur au croissant d'argent. |

## Pour approfondir